# アクマオニアンコウ
アクマオニアンコウ（悪魔鬼鮟鱇、Linophryne lucifer） は、アンコウ目オニアンコウ科オニアンコウ属に分類されるアンコウの一種。

## 分布
北大西洋、アイスランド沖およびグリーンランド。南はニューファンドランド島沖からマデイラ島まで。また南東インド洋に分布する。

## 形態
雌は最大で全長27 cmだが、雄は全長3 cmに満たない。体は側扁した球形で、体色は黒色。下顎には体長の70%以上にもなる長い髭をもつ。口は大きく、上顎には32本、下顎には20本の牙状の歯がある。

## 生態
水深1000m以上の深海に生息する。